# Supernova (còmic)
Supernova va ser una sèrie de còmics amb guions de Víctor Mora i el dibuixant José Bielsa per a la revista "Súper Mortadelo" de l'Editorial Bruguera el 1972. A la seva protagonista sé la considerada la primera heroïna alliberada del còmic editat a l'estat espanyol, com Barbarella  (1962) de Jean-Claude Forest.

## Trajectòria editorial i argument
Supernova  forma part de les noves sèries de grafisme realista que Bruguera va encarregar llavors a dibuixants nous o de prestigi (Antoni Borrell, Buylla, Cuyás, Edmond, Adolfo Usero), el que va desencadenar cert optimisme en el sector.
El 1972, les seves aventures van començar a recopilar-se en àlbums monogràfics en el si de la "Col·lecció Grandes Aventuras Juveniles" (1971), que compartia amb altres sèries de grafisme realista de la casa: Astroman, Aventura en el Fondo del Mar, Dani Futuro, Roldán sin Miedo, El Sheriff King i Supernova. A partir del 1973, va ser continuada per Edmond.
Valoració
Segons l'opinió de l'investigador Tino Regueira, José Bielsa, li dona al còmic tot un «un recital de traç i ritme».
| Nom de la Publicació        | Editorial                | Any  | Als Números                           |
| --------------------------- | ------------------------ | ---- | ------------------------------------- |
| Din Dan (II epoca)          | Editorial Bruguera, S.A. | 1968 | 283,294                               |
| Grandes Aventuras Juveniles | Editorial Bruguera, S.A. | 1971 | 50,56,62,70                           |
| Super Mortadelo             | Editorial Bruguera, S.A. | 1978 | 2,5,7,9,12,14,16,28,39,41,46,48,52,53 |
| Super Nova                  | Editorial Bruguera, S.A. | 1973 |                                       |
| Super Cataplasma            | Editorial Bruguera, S.A. | 1979 | 6                                     |
| Los Fantasmas               | Ediciones EL BOLETÍN     | 2018 | 7                                     |